# Isola dei musei
L'Isola dei musei (in tedesco Museumsinsel) è la parte settentrionale dell'isola della Sprea, al centro di Berlino (quartiere Mitte).
Il nome "Isola dei musei" è dovuto al gran numero di musei di importanza internazionale che si trovano nell'area, tutti parte del gruppo dei Musei statali di Berlino, appartenenti alla Fondazione del patrimonio culturale prussiano (Stiftung Preußischer Kulturbesitz). Per l'immensa importanza culturale ed artistica, l'Isola dei musei è stata dichiarata dall'UNESCO patrimonio dell'umanità, nel 1999.

## Storia

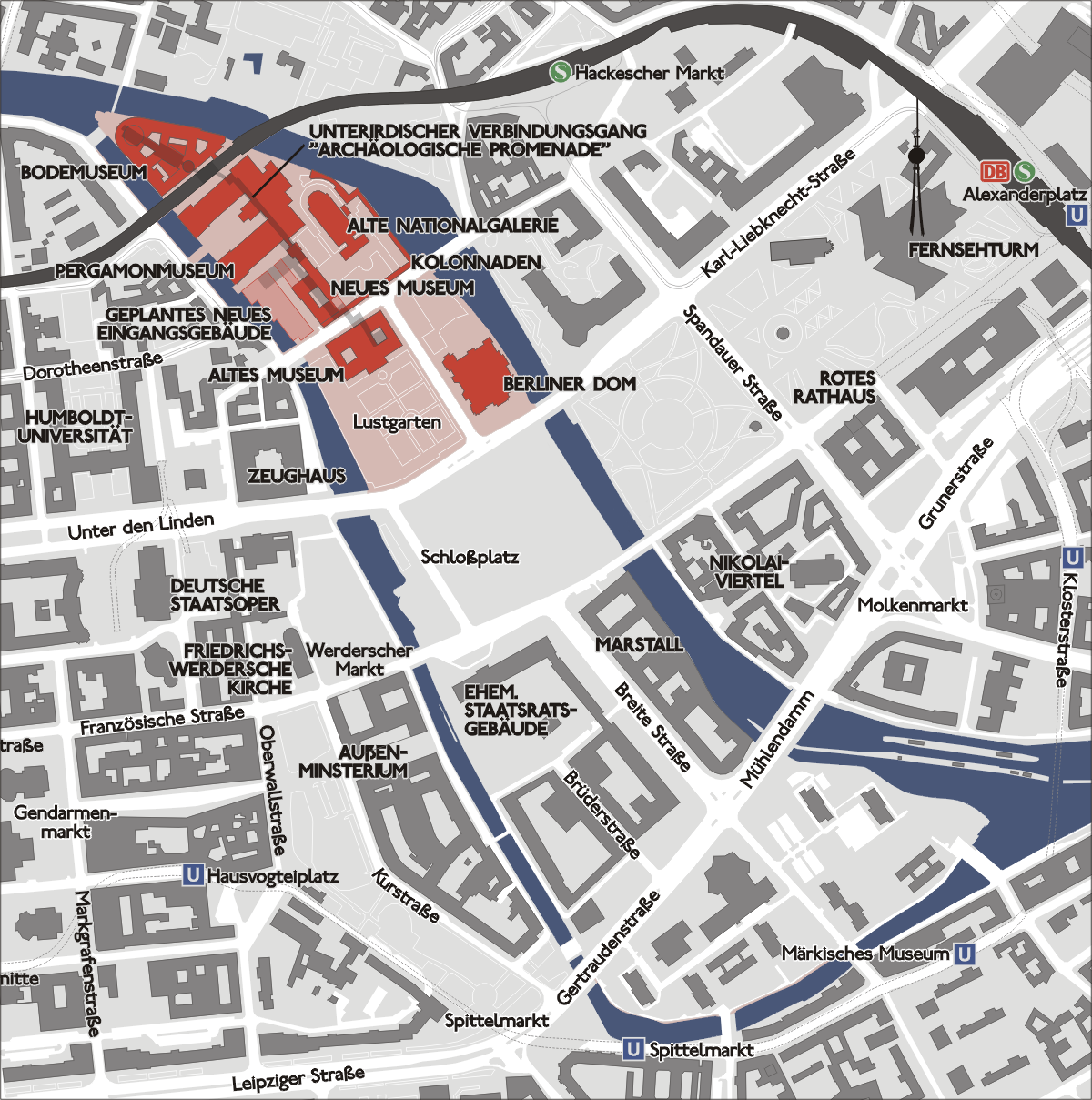
L'Isola dei musei (in rosso)

Nel medioevo la parte settentrionale dell'isola della Sprea era una golena paludosa. Mentre nella parte meridionale dell'isola, leggermente più elevata, nel XIII secolo venne fondata la città di Cölln la parte settentrionale venne utilizzata solo molto più tardi come giardino del castello di Berlino. Nel XVII secolo venne canalizzato il ramo sinistro della Sprea creando quello che oggi viene chiamato Kupfergraben (cioè la parte più settentrionale del canale), tra il fiume e il canale sorse il Cöllnische Werder (isolotto di Cölln) sul quale, dopo la metà del XVII secolo, venne costruito il primo impianto del giardino chiamato Lustgarten.
L'area, nel corso della storia, venne utilizzata per diversi scopi: durante l'epoca di Federico Guglielmo I di Brandeburgo e di suo figlio Federico I di Prussia fu sede della cosiddetta Pomeranzenhaus (casa delle arance), un giardino d'inverno che ospitava agrumi, palme e piante esotiche, edificio indispensabile per il mantenimento del Lustgarten, in quanto le preziose piante esotiche che lo decoravano vi venivano riparate nei mesi invernali. Nel regno di Federico Guglielmo I di Prussia, il cosiddetto re soldato, assunsero maggiore importanza aspetti di sfruttamento economico dell'area: nel 1748 l'Orangerie venne usata come magazzino per i commerci, sul molo venne montata una gru girevole in legno per il carico e lo scarico di merci dalle imbarcazioni. Nel 1776 venne costruito anche un magazzino per le farine (Mehlhaus) appartenente alla corporazione dei panettieri, seguì la costruzione di un magazzino per il sale.
Solo nel corso del XIX secolo la destinazione commerciale dell'area lasciò progressivamente spazio all'edificazione di musei: nel 1797 il re Federico Guglielmo II di Prussia accolse la proposta di Aloys Hirt, archeologo e docente di storia dell'arte, di costruire un museo per l'esposizione permanente di opere d'arte antiche e dell'età moderna. Nel 1810 venne emesso dal re Federico Guglielmo III di Prussia un ordine di gabinetto di allestire "una collezione d'arte, pubblica e ben selezionata".
Della progettazione dell'edificio venne incaricato l'architetto del regno Karl Friedrich Schinkel, nel 1822 presentò un disegno che prevedeva una completa riprogettazione della parte settentrionale dell'isola: accanto al museo erano previsti diversi ponti e una rettifica del corso del canale. Wilhelm von Humboldt assunse la guida della "Commissione per la realizzazione del museo".
La prima costruzione realizzata fu, nel 1830, l'Altes Museum, che fu anche il primo museo pubblico del Regno di Prussia. Nel 1859 venne inaugurato il museo reale prussiano (l'attuale Neues Museum); nel 1876 venne completata la Nationalgalerie (l'attuale Alte Nationalgalerie); nel 1904 il Kaiser-Friedrich-Museum (che nel 1956 venne rinominato Bode-Museum in onore di Wilhelm von Bode, storico dell'arte e per lunghi anni direttore dei musei) e infine nel 1930 quello che solo nel 1958 assunse il nome di Pergamonmuseum, che nell'ala settentrionale ospitava il Deutsches Museum, nell'ala orientale la Antikensammlung con l'Altare di Pergamo, e nell'ala meridionale ospitava quelli che in seguito si chiamarono museo dell'Asia Anteriore e museo di arte islamica. Fu previsto anche un ampliamento dell'ala meridionale che avrebbe dovuto affacciarsi sul canale; la costruzione, progettata da Albert Messel e nella quale si intendevano ospitare le collezioni poi esposte al museo egizio e dei papiri, non venne mai realizzata per problemi economici e tecnici.
Solo negli anni 1870 l'area venne chiamata per la prima volta Museumsinsel seguendo l'ambizione prussiana di creare un insieme di musei comparabile con quelli di Parigi e Londra. Nel 1880, durante una riunione dei direttori dei musei, venne deciso che da quel momento in poi sarebbe stata esposta nei musei dell'isola solo la cosiddetta "hohe Kunst" (arte nobile), termine che all'epoca designava l'arte originaria dell'Europa e del vicino oriente.
In epoca nazista, nell'ambito della riprogettazione di Berlino ad opera di Albert Speer, vennero progettati anche colossali nuovi edifici sull'isola dei Musei. L'architetto Wilhelm Kreis progettò quattro enormi edifici addizionali: sulla riva settentrionale della Sprea, di fronte al Bode-Museum, avrebbero dovuto essere eretti un "Museo Germanico" , un "Museo del XIX secolo" e un "Museo dell'arte egizia e dell'Asia Minore" che in seguito avrebbe dovuto essere dedicato esclusivamente all'arte egizia, era previsto che fosse l'edificio più grande dei tre con una superficie espositiva di 75.000 m². L'ampliamento dell'area compresa fra la Friedrichstraße, la Oranienburger Straße e la piazza del Monbijou avrebbe comportato la demolizione del castello Monbijou. Lungo il Kupfergraben, Kreis aveva previsto la costruzione di un "Museo mondiale della guerra" come ampliamento delle collezioni di storia militare esposte all'Arsenale di Berlino. In aggiunta ai nuovi edifici museali da edificarsi sulla riva nord della Sprea, l'architetto della Gioventù hitleriana Hanns Dustmann progettò sulla riva meridionale del fiume un nuovo museo etnografico che avrebbe dovuto estendersi tra la Stadtbahn e la Sprea fino alla Friedrichstraße. Lo scoppio della guerra impedì la realizzazione di questi progetti.
Durante la seconda guerra mondiale i musei dell'isola vennero distrutti per oltre il 70%. La successiva ricostruzione dell'isola, posizionata a Berlino Est e cominciata dal 1950, inizialmente non comprese il Neues Museum che aveva subito i danni maggiori; si ipotizzò persino la demolizione della rovina del museo che però non venne effettuata. Solo nel 1987 si decise di cominciare i costosi lavori di messa in sicurezza e ristrutturazione. Il risanamento complessivo dell'isola era previsto per il 1990 ma non iniziò mai a causa degli elevatissimi costi dell'intervento.
Dopo la riunificazione tedesca i lavori di risanamento generale dell'isola dei Musei cominciarono verso la fine degli anni '90. Nel 1999 il consiglio di amministrazione della Fondazione del patrimonio culturale prussiano approvò il cosiddetto "Masterplan Museumsinsel" che prevede il risanamento degli edifici, la loro aggregazione in un insieme museale unico e il riordino delle collezioni divise prima del 1990.
Il 9 luglio 2021 è stata aperta la stazione Museumsinsel della linea U5 della metropolitana di Berlino.

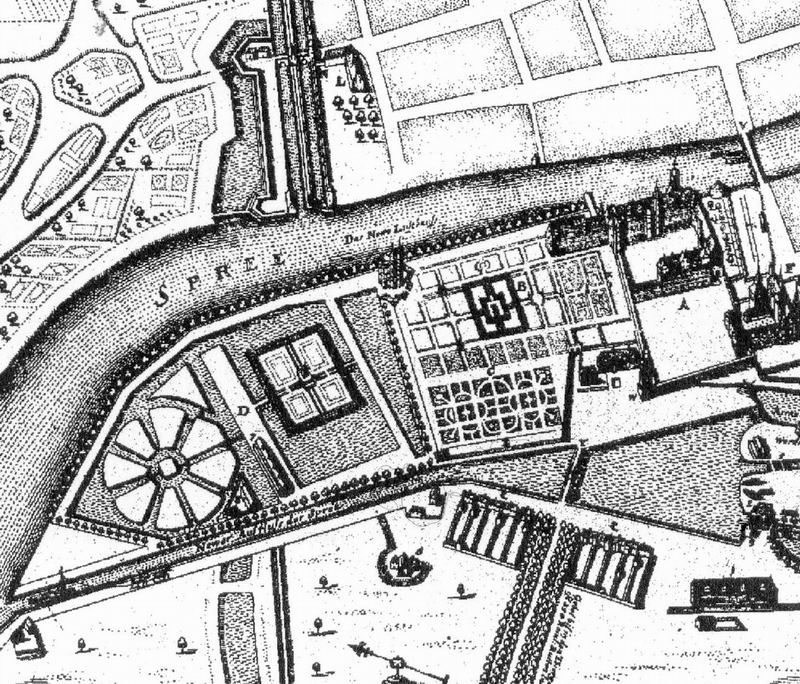
Mappa dell'isola della Sprea nel 1652
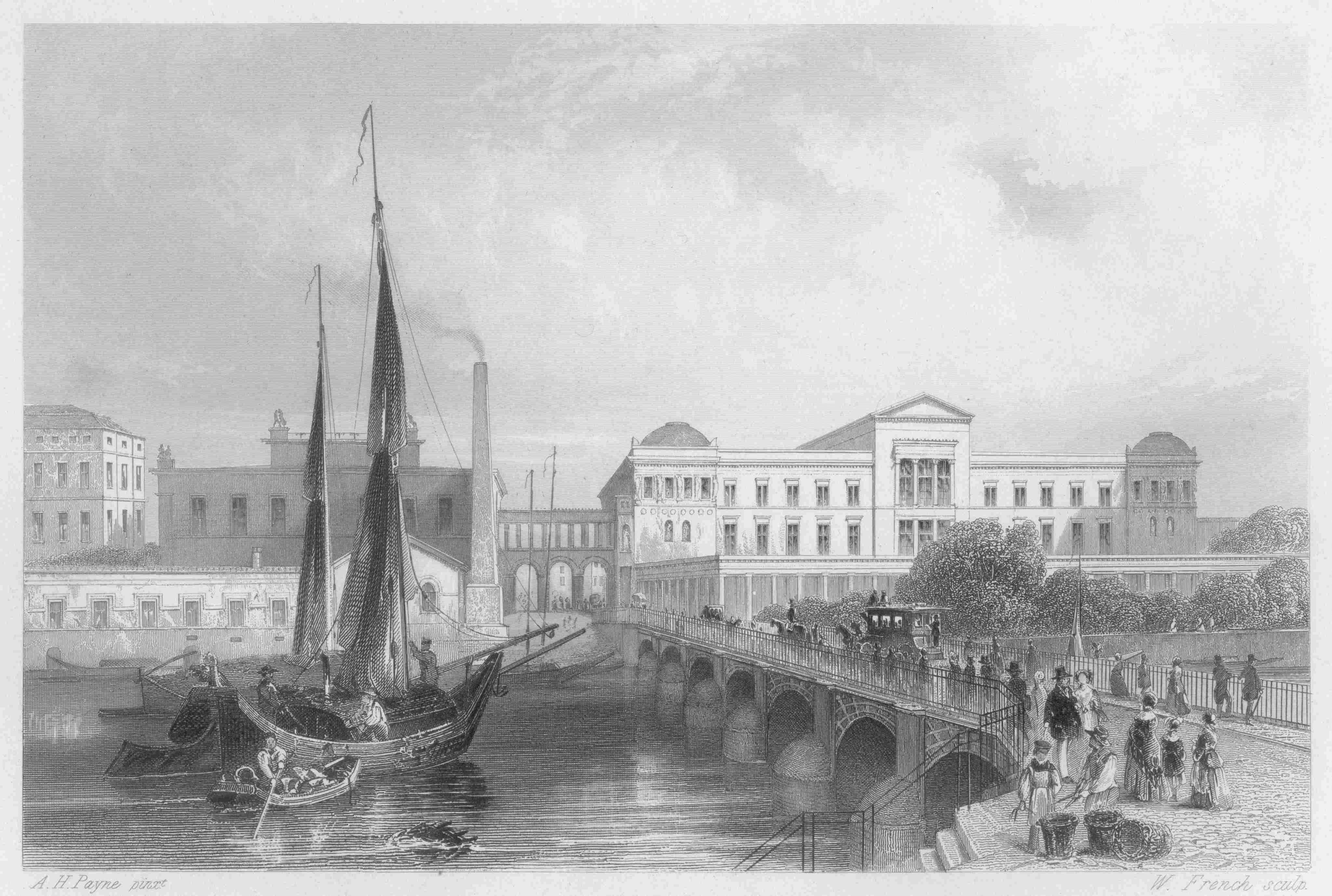
Vista sul Neues Museum con il ponte di Friedrich nel 1850
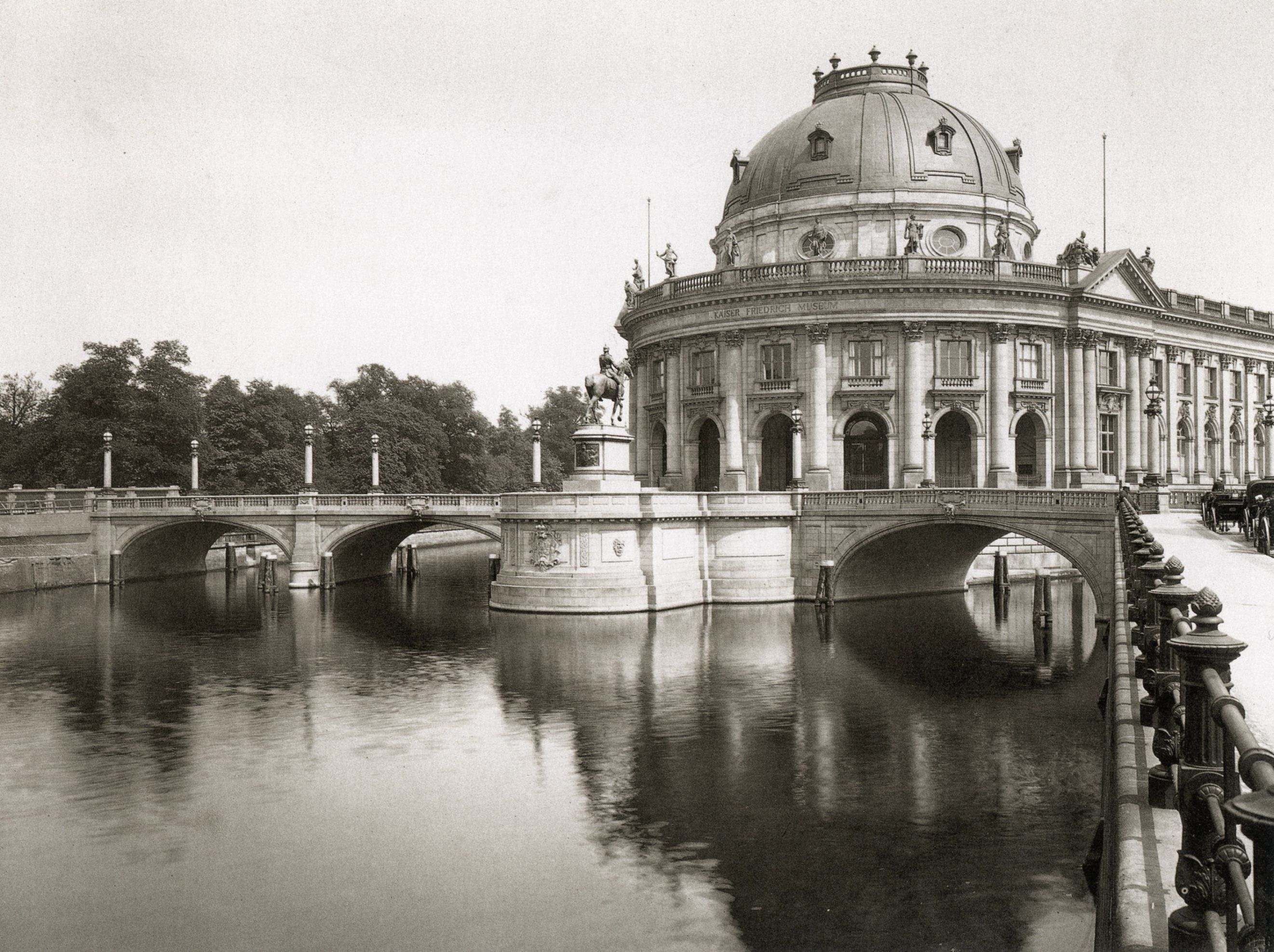
Il ponte Monbijou nel 1905
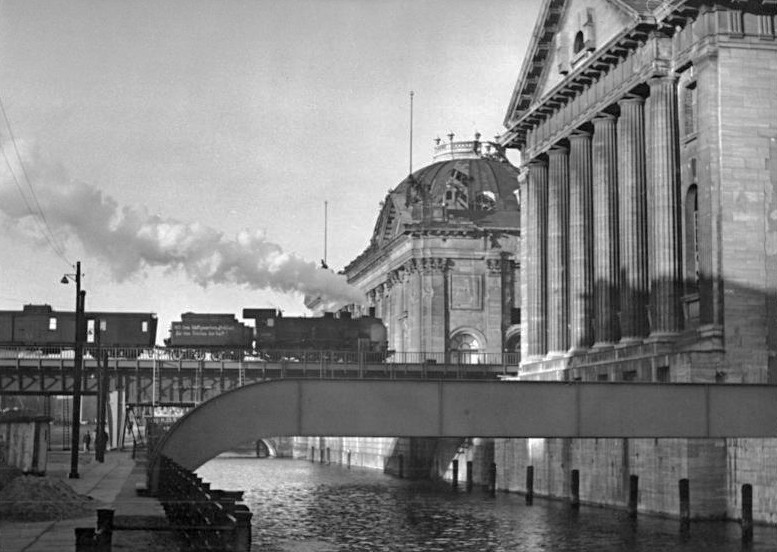
L'isola dei musei con il Bode-Museum e il Pergamonmuseum, 1951
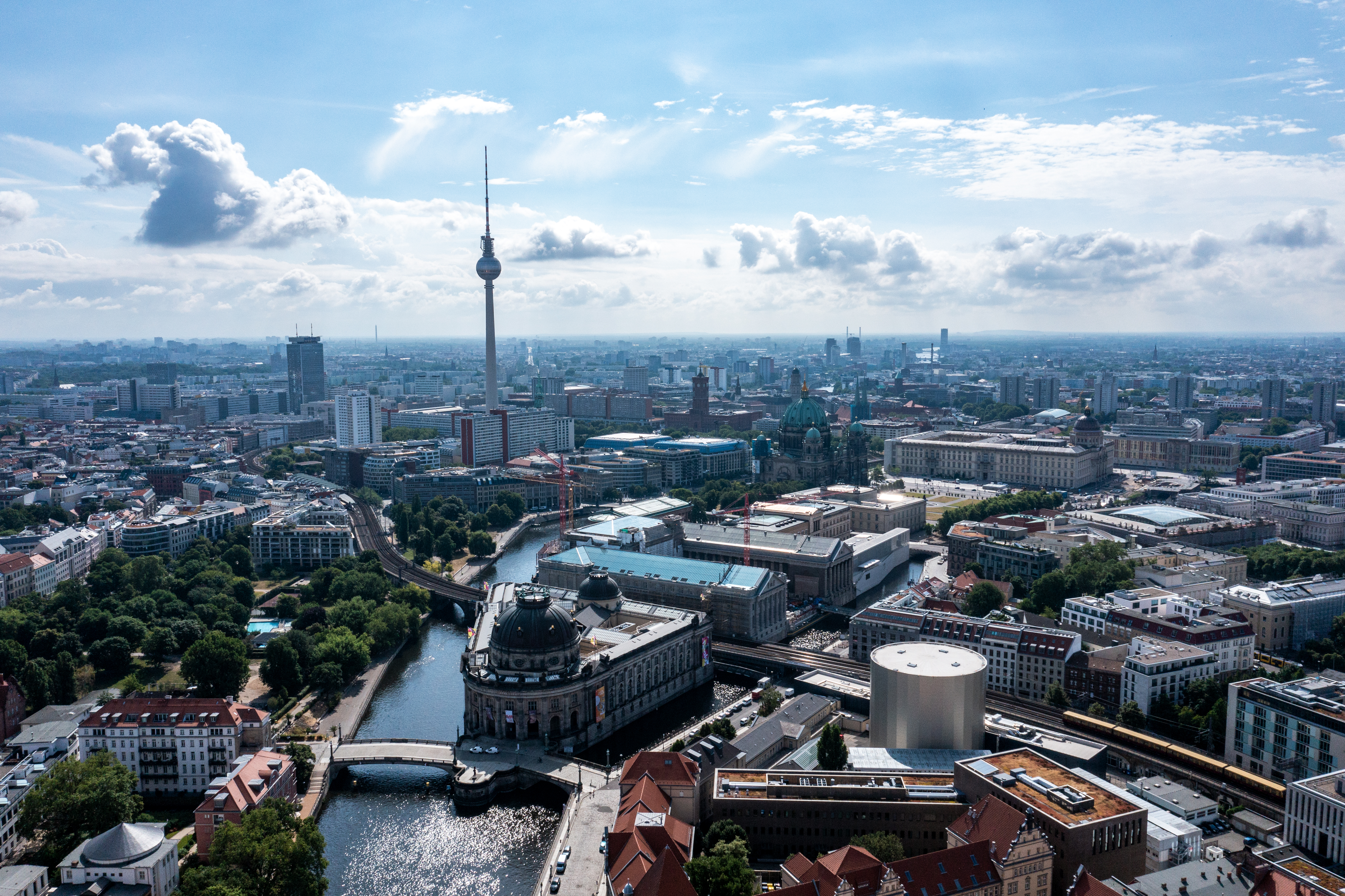
Vista dell'isola nel luglio 2021

## Descrizione

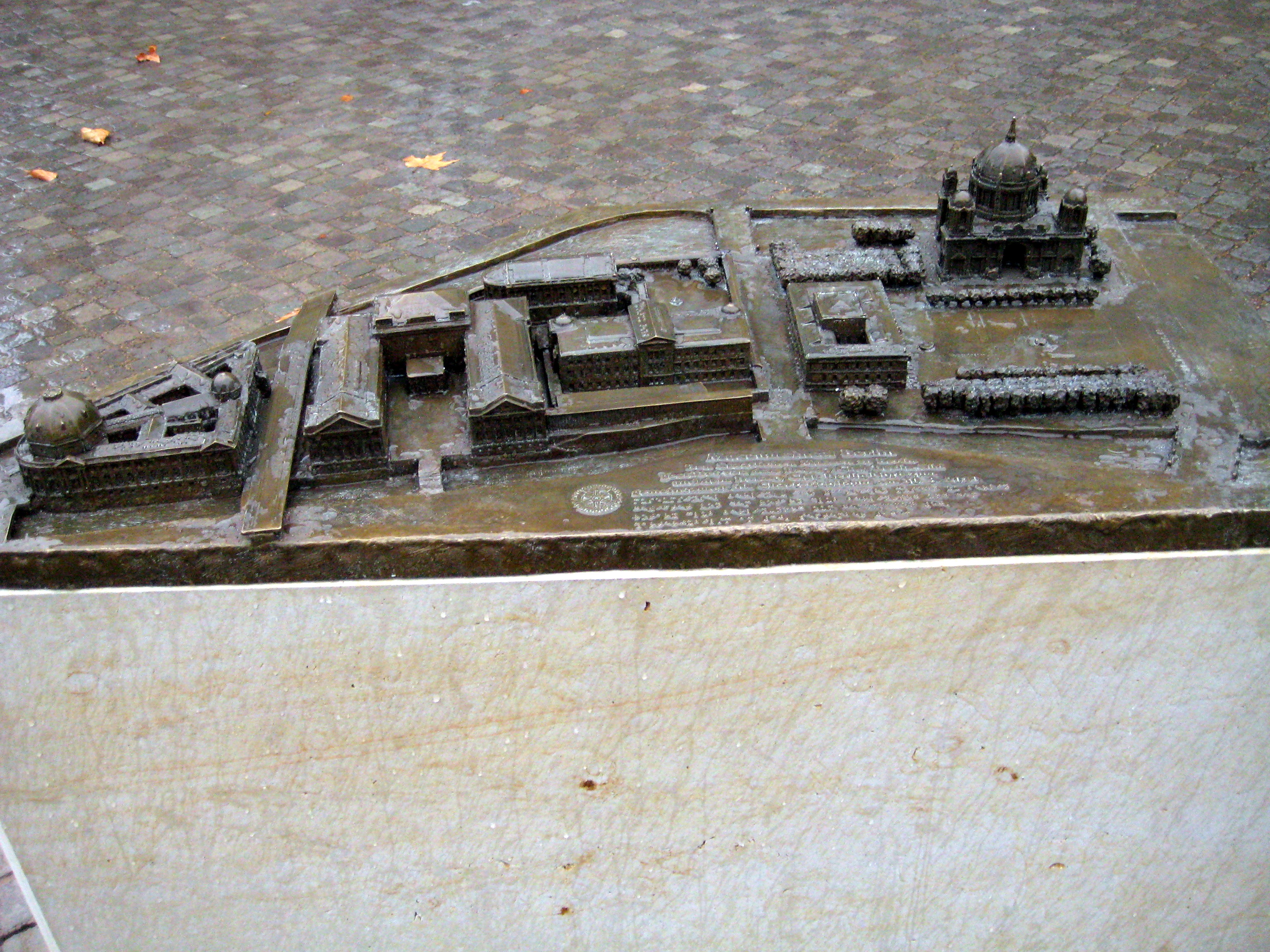
Il plastico dell'isola dei musei per ipovedenti esposto dal dicembre 2011 tra l'Altes Museum e la Sprea

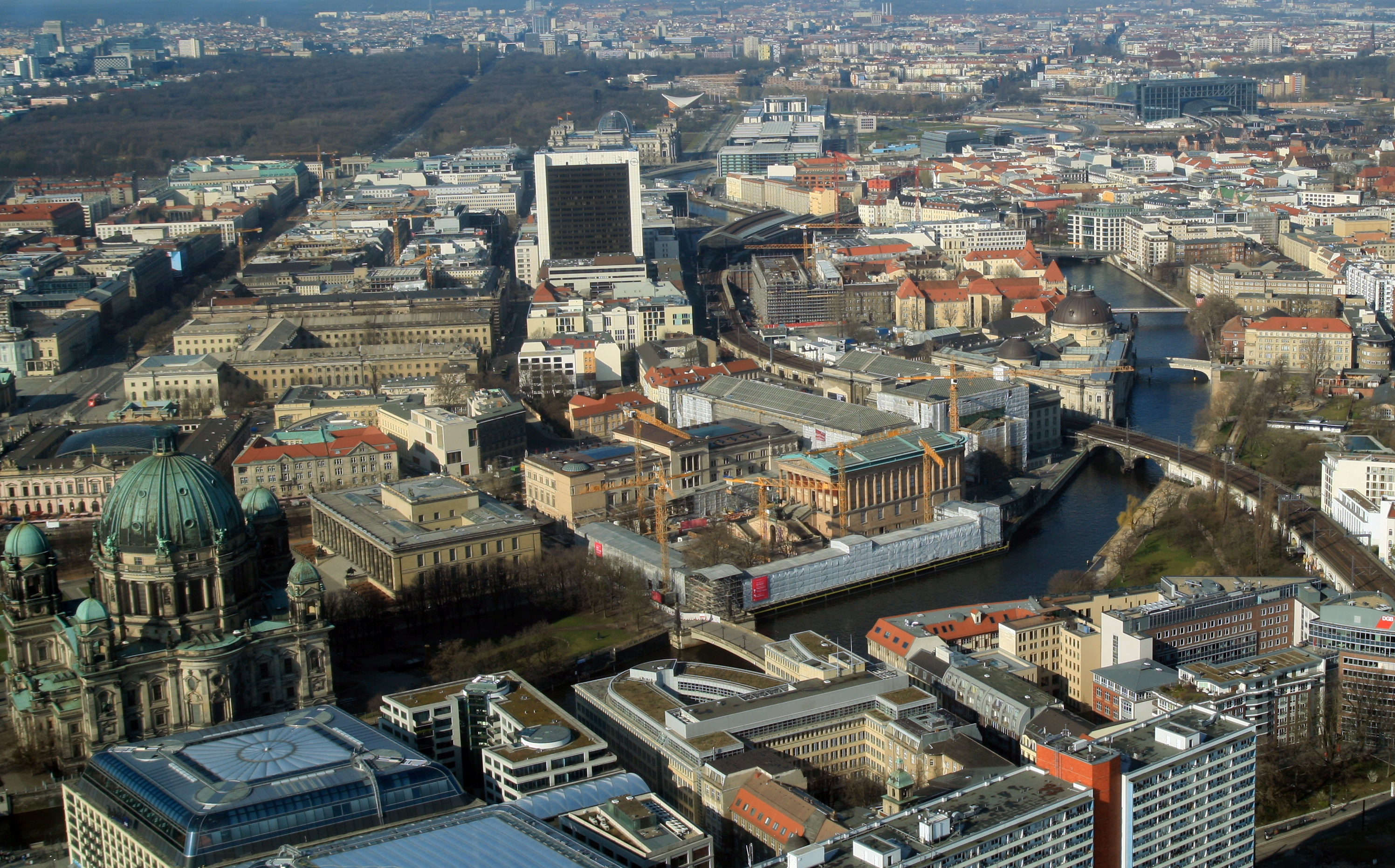
Vista dalla torre della televisione: in primo piano l'isola con il Duomo di Berlino (a sinistra con la cupola verde)

La punta settentrionale dell'isola della Sprea è attraversata dal ponte Monbijou che collega l'isola con le due rive della Sprea, entrambi i rami del ponte sono chiusi al traffico veicolare e formano l'ingresso del Bode-Museum, un edificio triangolare neobarocco la cui cupola domina la parte settentrionale dell'isola.
A sud del Bode-Museums l'isola è attraversata dai binari della Stadtbahn che separano il Bode-Museum dal Pergamonmuseum che è il museo berlinese più visitato. L'ingresso è costituito da una piazza delimitata dalle tre ali del museo raggiungibile dalla via Am Kupfergraben tramite un ponte pedonale.
A sud del Pergamonmuseum si trovano il Neues Museum, ricostruito su progetto dell'architetto David Chipperfield e riaperto nel 2009, e ad est la Alte Nationalgalerie costruita come un antico tempio con un'ampia scalinata di accesso. In cima alla scalinata e di fronte all'ingresso una maestosa Statua equestre di statua di Federico Guglielmo IV di Prussia ideatore dei primi abbozzi del progetto dell'edificio.
Davanti all'ingresso della Alte Nationalgalerie si trova uno spiazzo circondato su tre lati da un colonnato, il cosiddetto Kolonnadenhof. Nel corso dei lavori di ristrutturazione, durati tre anni, sono state risanate le colonne e lo spiazzo è stato riprogettato con spazi verdi, un'ampia fontana e statue bronzee provenienti dal patrimonio museale. La piazza è stata riaperta al pubblico nel giugno del 2010.
A sud del Neues Museum e della Nationalgalerie l'isola è attraversata dalla Bodestraße raggiungibile dai veicoli tramite un ponte sul ramo occidentale della Sprea, la via prosegue nel ponte Friedrichsbrücke sul ramo orientale della Sprea chiuso al traffico veicolare. A sud della strada si trovano l'Altes Museum e il Lustgarten a occidente e il Duomo di Berlino nella parte orientale duomo di Berlino. Tra il duomo e il Lustgarten si trova una strada pedonale che collega la Bodestraße con l'arteria di traffico formata dal tratto finale di Unter den Linden, la Schloßplatz e l'inizio della Karl-Liebknecht-Straße che costituisce il confine meridionale dell'isola dei musei.

## I musei
I cinque musei dell'isola fanno parte dell'unione dei Musei statali di Berlino, a sua volta parte della Fondazione del patrimonio culturale prussiano.
Gli edifici ospitano principalmente raccolte archeologiche e d'arte fino al XIX secolo; notevole la Antikensammlung Berlin ("collezione di antichità", oggi divisa tra i primi tre musei). Dopo la riunificazione tedesca, si iniziò a riunire anche le collezioni che nel tempo erano state parzialmente separate tra est e ovest. Nell'ambito del Masterplan Museumsinsel sono previsti il riordino e la presentazione complessiva delle diverse collezioni. Il 12 luglio 2019 è stata aperta la James-Simon-Galerie come centro visitatori per l'intera isola; essa ospita anche locali per mostre, un centro informazioni, il negozio del museo, un caffè e dei ristoranti.
- L'Altes Museum, costruito (dal 1822 al 1830) secondo il progetto dell'architetto Karl Friedrich Schinkel, ospita al piano terreno una parte della "collezione di antichità" con sculture, armi, gioielli e argenti dell'arte e della storia greca dalla civiltà cicladica fino all'epoca romana. Al primo piano dall'agosto 2005 all'agosto 2009 si trovava anche l'Ägyptisches Museum und Papyrussammlung, che fino al 2005 era ospitato a Charlottenburg e dal 2009 è tornato all'interno del Neues Museum. Dal 2010 l'Altes Museum ospita anche arte etrusca e romana.
- Il Neues Museum, la cui ricostruzione è terminata nel 2009, ospita l'Ägyptisches Museum und Papyrussammlung con il celebre busto di Nefertiti e altri esempi di arte amarniana, dell'epoca del faraone Akhenaton. Vi si trovano inoltre le esposizioni del Museums für Vor- und Frühgeschichte (Museo di preistoria e protostoria, con ritrovamenti delle età della pietra, del bronzo e del ferro), copie del tesoro di Priamo rinvenuto a Troia, reperti da Cipro e infine delle invasioni del V secolo d.C.
- Nelle tre ali del Pergamonmuseum sono ospitati ricostruzioni architettoniche e collezioni di sculture di epoca greca e romana, il Museo dell'Asia Anteriore e il Museo di arte islamica con oggetti d'arte dall'VIII al XIX secolo. Il museo deve la sua notorietà soprattutto alla presenza di monumentali edifici ricostruiti a dimensioni naturali da parti tratte dai siti originari, come l'altare di Pergamo, la porta del mercato di Mileto, la Porta di Ištar e la via processionale dell'antica Babilonia, e infine la facciata di Mshatta dalla Giordania. Nella quarta ala, che è in fase di costruzione, potranno essere ammirati i monumenti del Museo egizio come la porta di Kalabsha, la sala delle colonne del faraone Sahura e la facciata di Tell Halaf che è stata ricomposta dopo i danni subiti durante la guerra ed è attualmente in un magazzino dei musei statali. Gran parte del museo è chiusa per restauri sin dal 2014 e una riapertura completa è stata prevista per gli inizi del 2027.
- La collezione della Alte Nationalgalerie comprende opere d'arte del XIX secolo donate dal banchiere Joachim H. W. Wagener. Nel corso degli anni questa collezione venne decisamente ampliata ed oggi è una delle più importanti del Paese; vi si trovano opere di Caspar David Friedrich fino agli impressionisti francesi e affreschi dei Nazareni. Durante la guerra l'edificio venne gravemente danneggiato ed è stato riaperto solo nel 2001 dopo un lungo restauro.
- Il 17 ottobre 2006 è stato riaperto il Bode-Museum che ospita il Museo di arte bizantina con opere dal III al XV secolo: nella raccolta di sculture si trovano opere italiane e tedesche dall'alto medioevo fino al XVIII secolo; la raccolta di monete comprende pezzi dal VII secolo a.C fino a monete del XXI secolo. Vi sono esposte anche opere scelte dalla collezione della Gemäldegalerie.

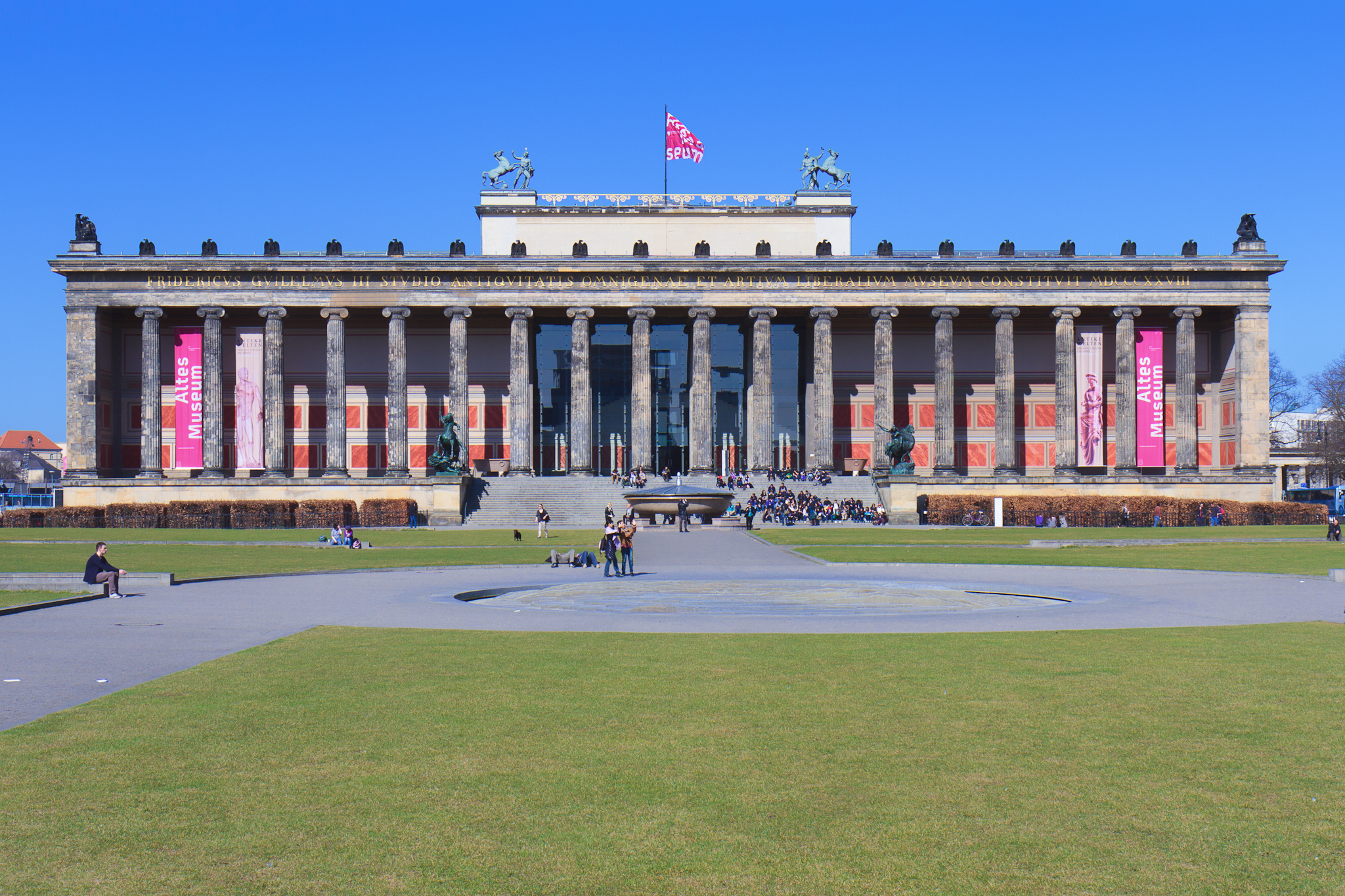
Altes Museum
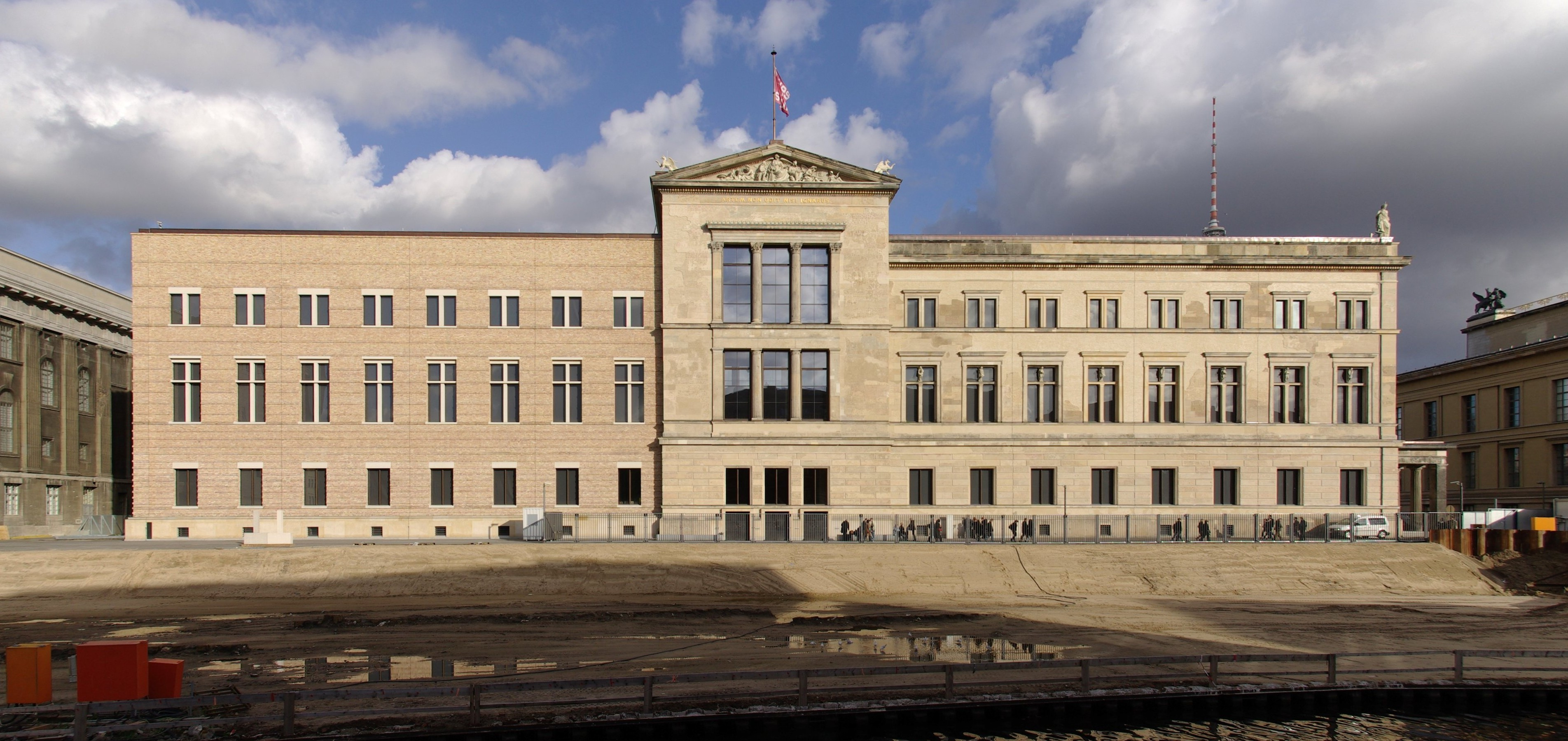
Neues Museum
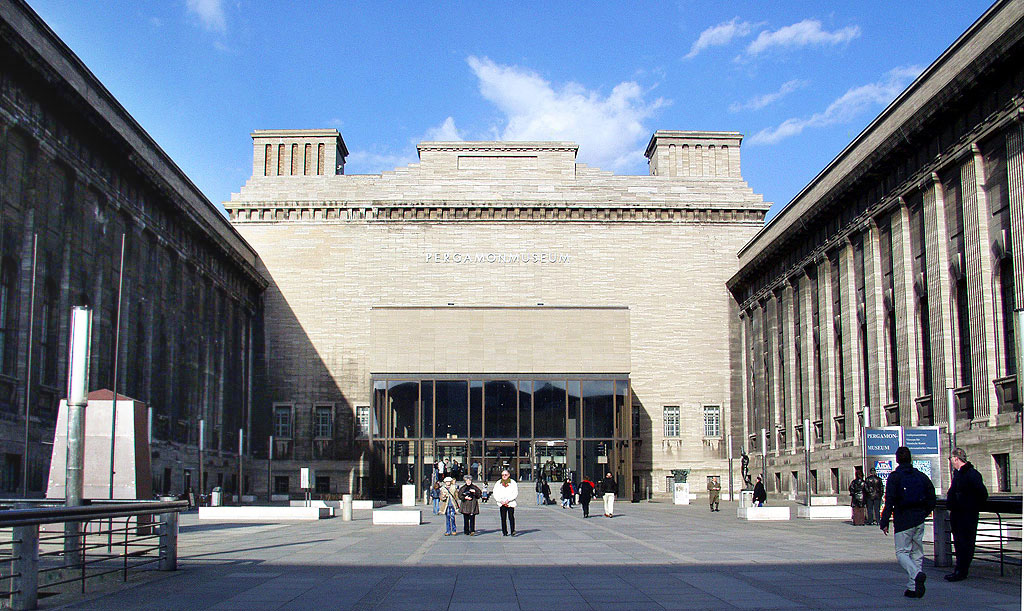
Pergamonmuseum
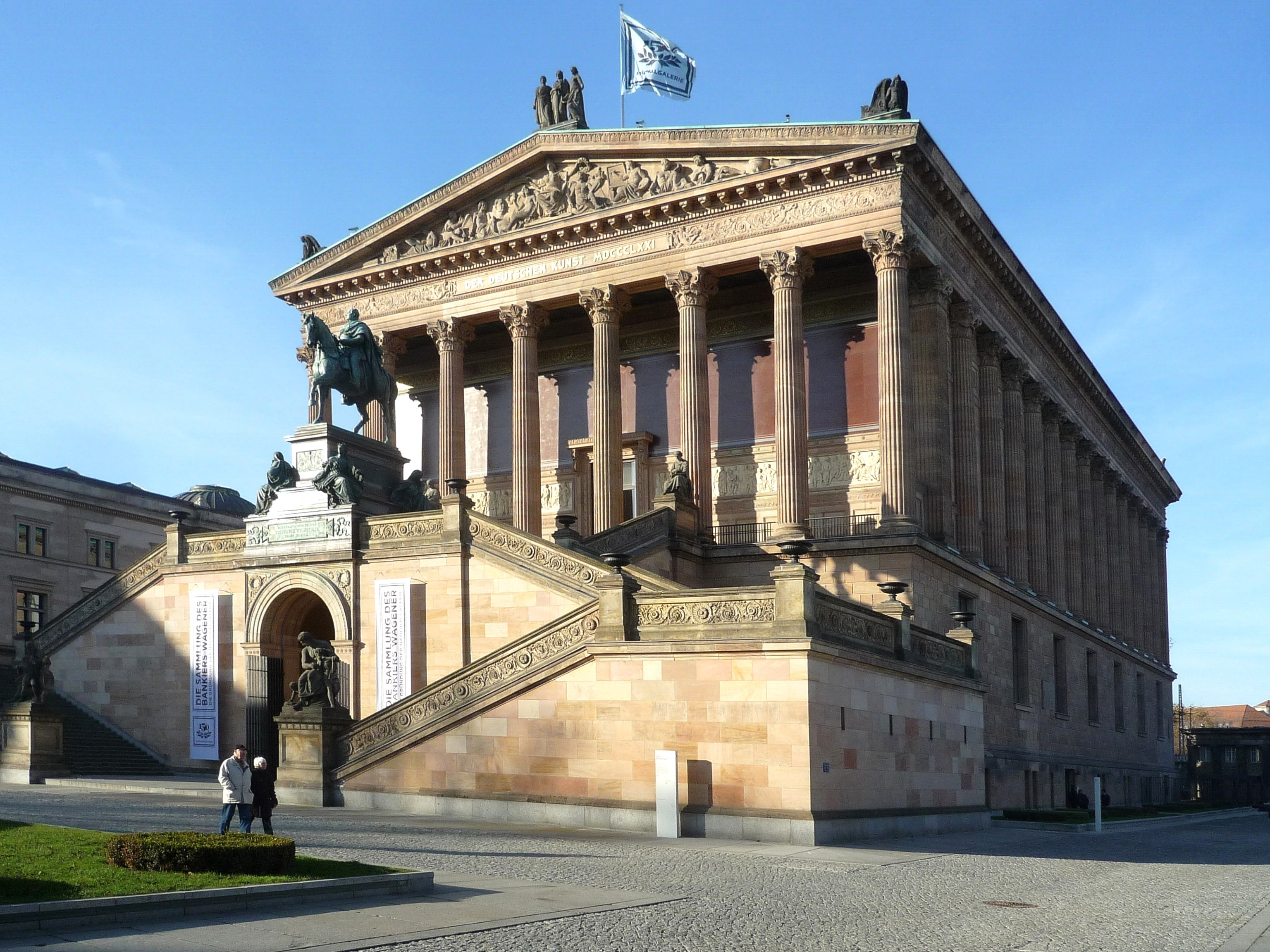
Alte Nationalgalerie
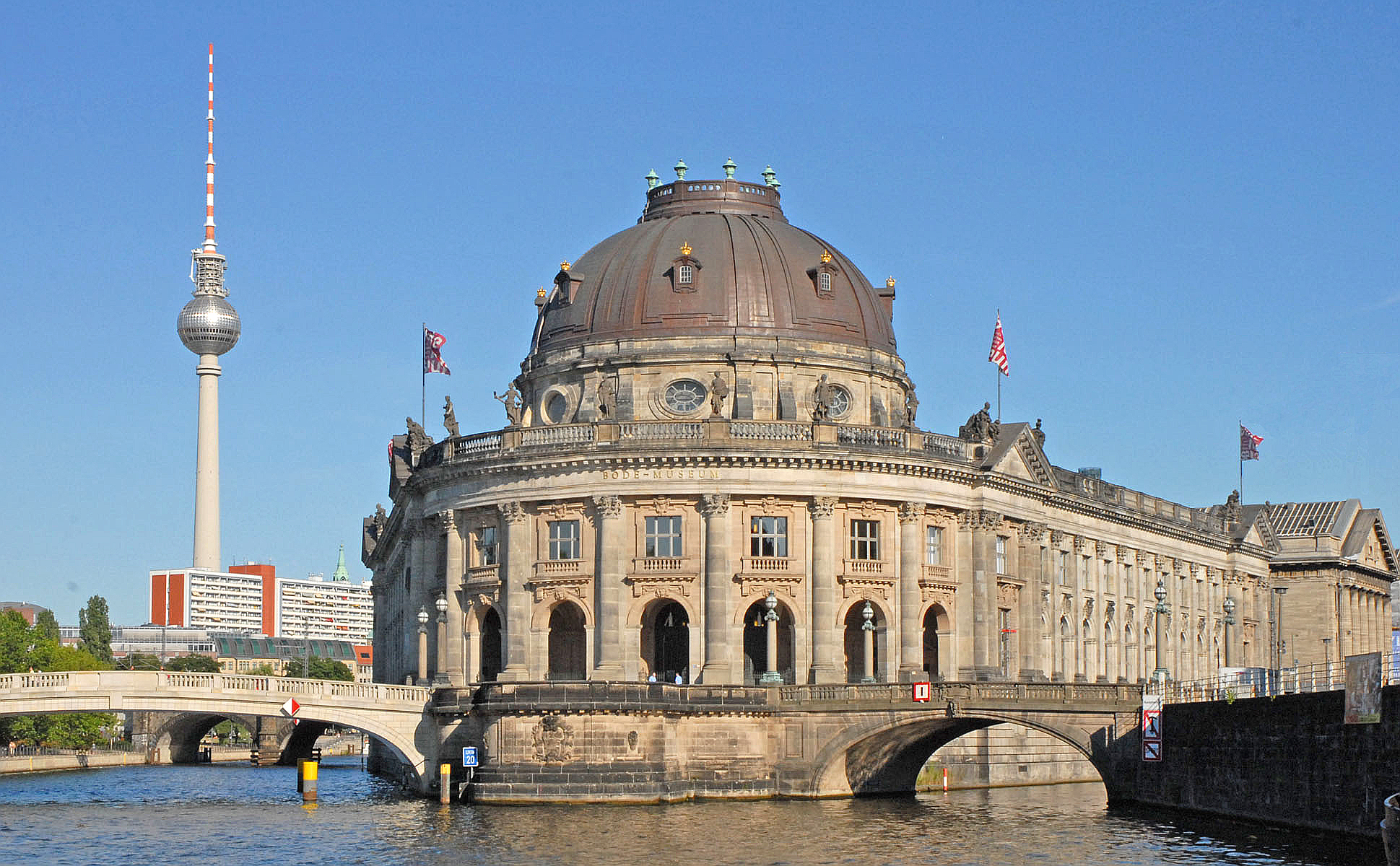
Il Bode-Museum

### Statistiche
Dalle statistiche annuali dei visitatori che vengono pubblicate annualmente si nota l'impatto dello spostamento del busto di Nefertiti dall'Altes Museum al Neues Museum, riaperto a fine 2009.
| Museo                | 2008      | 2009      | 2010      | 2011      | 2012      | 2013      | 2014      | 2015      | 2016      | 2017      | 2018      | 2019      |
| -------------------- | --------- | --------- | --------- | --------- | --------- | --------- | --------- | --------- | --------- | --------- | --------- | --------- |
| Neues Museum         |           | 293.000   | 1.142.000 | 903.000   | 701.000   | 940.000   | 633.000   | 726.000   | 739.000   | 777.000   | 770.000   | 828.000   |
| Pergamonmuseum       | 1.298.000 | 1.093.000 | 1.035.000 | 1.305.000 | 1.410.000 | 1.260.000 | 995.000   | 750.000   | 739.000   | 751.000   | 780.000   | 804.000   |
| Alte Nationalgalerie | 240.000   | 313.000   | 364.000   | 305.000   | 312.000   | 350.000   | 339.000   | 454.000   | 340.000   | 316.000   | 360.000   | 376.000   |
| Altes Museum         | 1.080.000 | 531.000   | 362.000   | 330.000   | 162.000   | 165.000   | 206.000   | 252.000   | 271.000   | 253.000   | 282.000   | 204.000   |
| Bode-Museum          | 282.000   | 251.000   | 260.000   | 390.000   | 165.000   | 206.000   | 226.000   | 237.000   | 237.000   | 233.000   | 245.000   | 260.000   |
| Totale               | 2.900.000 | 2.481.000 | 3.163.000 | 3.233.000 | 2.750.000 | 2.921.000 | 2.399.000 | 2.419.000 | 2.326.000 | 2.330.000 | 2.437.000 | 2.472.000 |

## Masterplan Museumsinsel

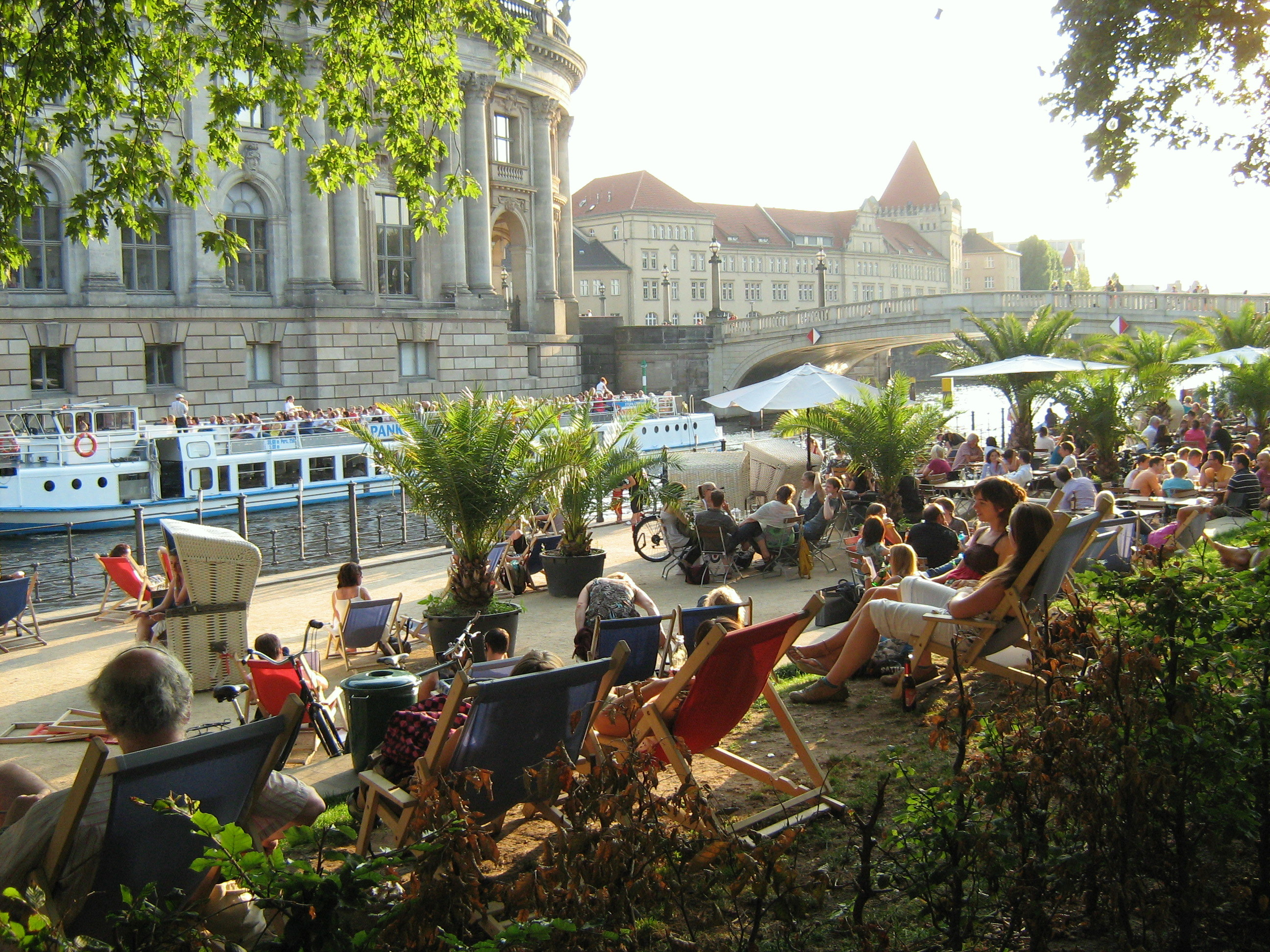
Spiaggia sulle rive della Sprea, con vista sull'Isola dei Musei

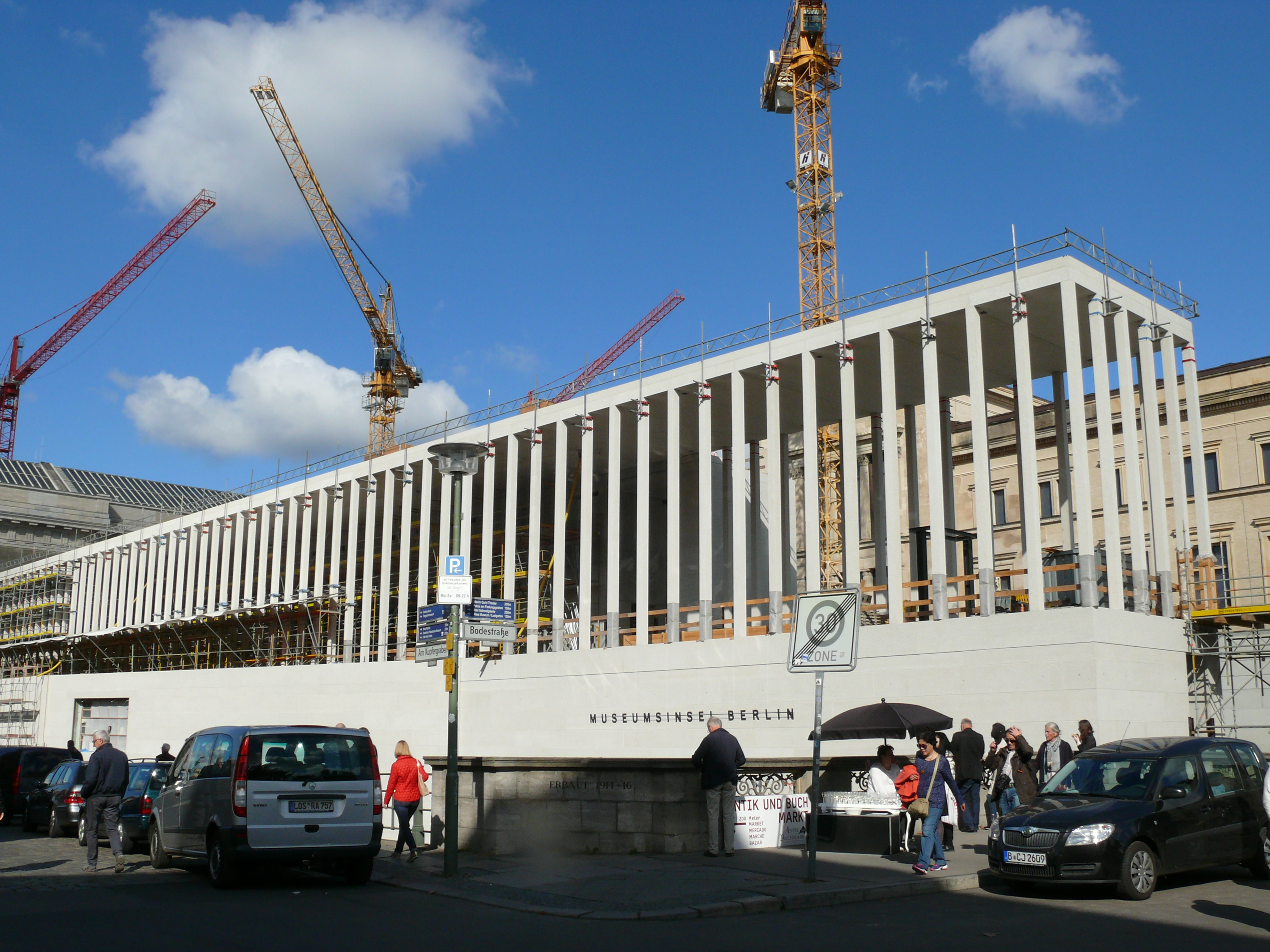
James-Simon-Galerie, ottobre 2016

Il Masterplan Museumsinsel è il risultato di un concorso di architettura lanciato nel 1993, dopo accese discussioni nella giuria venne dichiarato vincitore l'architetto italiano Giorgio Grassi che superò il progetto appoggiato dai direttori dei musei dell'architetto statunitense Frank Gehry. Dopo numerose rielaborazioni nel 1996 Grassi si ritirò dalla pianificazione e l'incarico passò al britannico David Chipperfield al quale vennero commissionate la ristrutturazione del Neues Museums e la progettazione e realizzazione del nuovo edificio centrale di accoglienza dell'isola dei musei.
Il Masterplan Museumsinsel prevede che tutti gli edifici vengano risanati e messi tecnicamente in grado di corrispondere ai requisiti richiesti ad un museo moderno. Nel contempo i singoli musei devono essere aggregati in un complesso unico, seguendo gli esempi del Museo del Louvre di Parigi, dei Musei Vaticani di Roma, dell'Ermitage di San Pietroburgo e del British Museum di Londra. Allo scopo è prevista la costruzione di un edificio comune per l'accoglienza e l'ingresso, questo è destinato ad essere anche il punto di partenza e arrivo di un percorso sotterraneo, la Promenade archeologica che collegherà tutti i musei (esclusa la Alte Nationalgalerie) dell'isola. Il percorso dovrebbe facilitare gli accessi ai singoli musei ma anche offrire spazio addizionale per mostre.
Il direttore generale dei Musei statali di Berlino Peter-Klaus Schuster nel 1999 propose la costruzione di un nuovo edificio a completamento del Bode-Museum da edificare sulle rive del canale per permettere l'adeguata esposizione dell'enorme patrimonio scultoreo e pittorico del museo. Il progetto venne chiamato Masterplan II. Per questioni di spazi il Bode-Museum non permette l'esposizione integrale di pitture, sculture e arti decorative dall'antichità fino all'Illuminismo, secondo l'idea di Schuster il Bode-Museum dovrebbe ospitare le epoche comprese dall'antichità fino al rinascimento e i periodi successivi dovrebbero essere ospitati nel nuovo edificio. In questo caso l'edificio inaugurato nel 1998 nel Kulturforum che oggi ospita la raccolta di dipinti verrà probabilmente destinato alla Nationalgalerie per accogliere le opere di epoche più recenti immagazzinate per mancanza di spazi come ad esempio l'arte della DDR.
Nel 2001 Klaus-Dieter Lehmann, presidente della Fondazione del patrimonio culturale prussiano, ha aggiunto il progetto Masterplan III che prevede di riportare nel centro della città, dove si trovavano fino al 1920, il Museo etnologico, il Museo dell'arte asiatica e il Museo delle culture europee, spostati nel quartiere di Dahlem. Nel contesto della ricostruzione del castello di Berlino prospiciente l'isola dei musei è previsto che questo ospiti all'interno dello Humboldt Forum, insieme a degli ambienti per eventi cultuali di rappresentanza un centro culturale che, secondo i progetti, dovrebbe includere le collezioni riguardanti le culture extra-europee, la biblioteca centrale di Berlino e una parte delle collezioni scientifiche dell'Università Humboldt di Berlino.
Nelle intenzioni della Fondazione del patrimonio culturale prussiano tramite l'attuazione dei tre Masterplan l'isola dei musei diventerebbe il più grande museo universale per l'arte e le culture del mondo.
I costi complessivi per le realizzazioni completate e previste (esclusa la ricostruzione del castello) erano inizialmente stimati in un miliardo di euro, portati successivamente a quasi 1,5 miliardi di euro: per il Bode-Museum sono previsti circa 150 milioni di euro, il Neues Museum 295 milioni, l'Altes Museum 74 milioni e il Pergamonmuseum 523 milioni. I costi sono interamente finanziati dal governo federale tedesco.

### Critiche
La discussione sulla realizzazione del primo piano del 2001 era rivolta soprattutto agli aspetti estetici e architettonici, le critiche riguardavano la ricostruzione non del tutto fedele del Neues Museum e l'aspetto architettonico del nuovo edificio comune di ingresso progettato da David Chipperfield. Contro questo progetto venne lanciata, da un comitato di cittadini, una raccolta di firme.
Nel novembre 2006 la commissione bilancio del Bundestag assegnò, in maniera repentina e sorprendente, 73 milioni di Euro per la realizzazione in modo da consentire la progettazione ed esecuzione dei lavori con lo scopo di completarli prima del 2020. Il 27 giugno 2007 venne presentato al pubblico il progetto di Chipperfield per la James-Simon-Galerie, il punto centrale del progetto è costituito da un lungo colonnato liberamente accessibile ed un loggiato coperto liberamente ispirato all'Acropoli costruito su un alto basamento sulla riva ovest della Sprea.
In seguito alla presentazione del nuovo progetto di Chipperfield il comitato di cittadini ha comunicato l'interruzione della raccolta di firme proponendo però la costruzione di un modello in scala 1:1 costruito con ponteggi e picchetti del progetto per verificarne le proporzioni.